# Adoxobotys
Adoxobotys és un gènere d'arnes de la família Crambidae.

## Taxonomia
- Adoxobotys cacidus Strand, 1907
- Adoxobotys cristobalis
- Adoxobotys discordalis (Dyar, 1914)